# Vagón poche
Vagón poche es un tipo de vagón plataforma que permite el transporte de remolques y semirremolques sobre la red ferroviaria utilizado especialmente en las autopistas ferroviarias. Su nombre "poche" viene del idioma francés, que significa bolsillo, y es debido a las cavidades en forma de bolsillo donde se encajan los remolques y semirremolques.
Modelos:
- T1 Sdgkms  707  ex Skss-z  707  (1973) de 16,44 metros (18,0 yd) y  carga útil dd 33 toneladas (33 000 kg),
- T3 Sdgmns  743  (1990s) de 18,34 metros (20,1 yd), carga útil 62,5 toneladas (62 500 kg) (contenedores) para 20,4 toneladas (20 400 kg) de tara [2]
- T4: este tipo de 18,28 metros (20,0 yd) admite una carga útil de 69 toneladas (69 000 kg) (contenedores) o 38 toneladas (38 000 kg) (semirremolque),
- Sdggmrs  744  / Sdggmrs  739 : son vagones articulados de 3 bogies; la serie 739 es adecuada para 140 kilómetros por hora (87,0 mph),
- T2000 Sdggmrss  736
- Variante T3000 optimizada para remolques Mega-tráiler de 3 metros (3,3 yd) de altura interna.